# Trò chơi thế kỷ 19

## Trò chơi phát hành hoặc phát minh thế kỷ 19
- The Mansion of Happiness (1843) ~ trò chơi được sản xuất thương mại đầu tiên ở Hoa Kỳ
- The Game of Authors (1861)
- Snakes and ladders (1870)
- Game of the District Messenger Boy, hay Merit Rewarded (1886)
- Messenger Boy (1886)
- Game of the Telegraph Boy (1888)
- Chinese Checkers (c. 1893) ~ trích từ Halma
- Ludo (1896)
- Reversi (1898) còn có tên là Annexion hay Annexation.

## Sự kiện lớn liên quan đến trò chơi thế kỷ 19
- Milton Bradley Company được thành lập ở Springfield, Massachusetts (1860).
- E.G. Selchow & Co. được thành lập (1867), sau đó đổi tên thành Selchow and Righter (1880).
- Parker Brothers được thành lập bởi George S. Parker (1883).